# Diego Silveti
Diego Silveti del Bosque, plus connu sous le nom de Diego Silveti , né à Irapuato (Mexique, État de Guanajuato) le 24 septembre 1985 est un matador mexicain.

## Présentation et carrière
Il est le quatrième d'une dynastie de toreros qui comprend son père David Silveti, son oncle Alejandro Silveti, son grand-père Juan Silveti Reinoso « El Tigrillo de Guanajuato » et son arrière-grand-père Juan Silveti Mañon.
Après une carrière de novillero très active, il a pris l'alternative à Gijón (Espagne), le 12 août 2011, avec pour parrain José Tomás et pour témoin Alejandro Talavante devant du bétail de la ganadería Salvador Domecq, alternative qu'il a confirmée à Mexico le 6 novembre 2011 avec pour parrain Enrique Ponce et pour témoin Arturo Saldívar devant du bétail de la ganadería San Isidro, et à Quito (Équateur) le 4 décembre 2011 avec pour parrain Sébastien Castella et pour témoin Diego Rivas devant du bétail de la ganadería Huagrahuasi, où il a reçu deux trophées.
Matador prometteur, les revues taurines ne tarissent pas d'éloges sur son toreo.